# Daniel Berwald
Daniel Berwald, född 1638, död 1691, var en tysk musiker, stamfader i släkten Berwald.
Berwald var ”Kunstpfeifer” i kyrkan i Königsberg in der Neumark.